# تريسي كيدر
تريسي كيدر (بالإنجليزية: Tracy Kidder)‏ هو كاتب أمريكي، ولد في 12 نوفمبر 1945 في نيويورك في الولايات المتحدة.

## وصلات خارجية
- الموقع الرسمي
- تريسي كيدر على موقع إن إن دي بي (الإنجليزية)